# Johns Hopkins University Press
Johns Hopkins University Press – amerykańska oficyna wydawnicza z siedzibą w Baltimore, powiązana z Uniwersytetem Johnsa Hopkinsa. Jej początki sięgają 1878 roku. 